# Aku Partanen
Veli-Matti „Aku“ Partanen (* 28. Oktober 1991 in Lappeenranta) ist ein finnischer Geher.

## Sportliche Laufbahn
Aku Partanen sammelte 2007 erste internationale Wettkampferfahrung im Gehen, als er im Juli bei den U18-Weltmeisterschaften in Ostrava über 10.000 Meter an den Start ging. Den Wettkampf beendete er auf dem 20. Platz. Einen Monat später belegte er bei seiner ersten Teilnahme an den Finnischen Meisterschaften der Erwachsenen den sechsten Platz über 20 km. Einen weiteren Monat später siegte er bei den Finnischen U16-Meisterschaften. 2008 trat er im Juli bei den U20-Weltmeisterschaften in Bydgoszcz an und erreichte mit neuer Bestzeit von 43:53,09 min als 13. das Ziel. Rund zwei Wochen danach gewann er die Bronzemedaille bei den Finnischen Meisterschaften. Später im September gewann er auf der 10-km-Distanz seinen ersten Finnischen Meistertitel. 2009 startete Partanen in Novi Sad bei den U20-Europameisterschaften und landete erneut mit Bestzeit von 43:44,62 min auf dem achten Platz. 2010 gewann er die Silbermedaille über 5000 Meter bei den Finnischen Hallenmeisterschaften. Im Juli trat er zum zweiten Mal bei den U20-Weltmeisterschaften an und belegte in Kanada den 14. Platz. Anschließend wurde er Finnischer Juniorenmeister und gewann erneut die Bronzemedaille bei den Finnischen Meisterschaften.
2011 trat Partanen in Ostrava zum ersten Mal bei den U23-Europameisterschaften an und belegte in einer Zeit von 1:26:37 h den sechsten Platz über 20 km. Im August gewann er anschließend bei den Finnischen U23-Meisterschaften die Goldmedaille. 2012 siegte er zum ersten Mal bei den Finnischen Hallenmeisterschaften. Weitere Titelgewinne in der Halle folgten in den Jahren von 2014 bis 2017 sowie 2020. 2013 trat er in der Heimat zum zweiten Mal bei den U23-Europameisterschaften an. Dort blieb er deutlich hinter seiner Zeit von den vorangegangenen Europameisterschaften zurück und belegte im Ziel den zwölften Platz. Zwei Wochen später gewann er auch in der Freiluft über 20 km seinen ersten Finnischen Meistertitel. 2018 und 2019 kamen zwei weitere dazu. Im Juni konnte er erstmals einen Wettkampf über die Distanz von 50 km beenden und qualifizierte sich mit seiner Zeit von 3:58:50 h für die Weltmeisterschaften in Moskau. Bei seinen WM-Debüt erreichte er als 40. das Ziel. Fortan trat er bevorzugt über die Langdistanz an. 2014 qualifizierte er sich zum ersten Mal für die Europameisterschaften und landete in Zürich mit neuer Bestleistung von 3:52:58 h auf dem 17. Platz. Mit neuer Bestzeit im März 2015 konnte Partanen im August in Peking zum zweiten Mal bei den Weltmeisterschaften an den Start gehen und verbesserte sich diesmal auf den 18. Platz. Mit seiner Bestzeit war er zudem für die Olympischen Sommerspiele 2016 in Rio de Janeiro qualifiziert, konnte den Wettkampf dort allerdings nicht beenden.
2017 trat Partanen im August zum dritten Mal bei den Weltmeisterschaften an, wurde in London im 50-km-Wettkampf allerdings disqualifiziert. Im Juli stellte er mit 1:24:01 h seine persönliche Bestzeit über 20 km auf. 2018 belegte er im März beim Dudinska 50 im slowakischen Dudinde den zweiten Platz und verbesserte sich über 50 km auf eine Zeit von 3:44:43 h. Im August trat er anschließend zum zweiten Mal bei den Europameisterschaften an, konnte den Wettkampf in Berlin allerdings nicht beenden. Auch bei den Weltmeisterschaften 2019 in Doha konnte er bei extremen Hitze- und Luftfeuchtigkeitsbedingungen den Wettkampf nicht beenden. Er erkrankte kurz vor den Weltmeisterschaften. Partanen ist für die Olympischen Sommerspiele in Tokio qualifiziert. Seit 2019 konnte er, aufgrund anhaltender Krämpfe, keinen Wettkampf über 50 km absolvieren. Anfang August 2021 trat er dann schließlich bei den Olympischen Spielen über 50 km an und erreichte mit einer Zeit von 3:52:39 h als Neunter das Ziel. 2022 trat er in den USA über die erstmals bei einer Weltmeisterschaft ausgetragene 35-km-Distanz an, wurde allerdings aufgrund eines Regelverstoßes disqualifiziert. 2023 trat Partanen im August bei den Weltmeisterschaften in Budapest über 20 km an. In 1:18:22 h lief er finnischen Nationalrekord und erreichte mit dem sechsten Platz sein bestes WM-Ergebnis. Ein paar Tage später ging er auch im Wettkampf über 35 km an den Start, in dem er den 18. Platz belegte.

## Wichtige Wettbewerbe
| Jahr                 | Veranstaltung             | Ort                  | Platz                | Disziplin            | Zeit                 |
| Startet für Finnland | Startet für Finnland      | Startet für Finnland | Startet für Finnland | Startet für Finnland | Startet für Finnland |
| -------------------- | ------------------------- | -------------------- | -------------------- | -------------------- | -------------------- |
| 2007                 | U18-Weltmeisterschaften   | Ostrava              | 20.                  | 10.000 m Bahngehen   | 47:14,64 min         |
| 2008                 | U20-Weltmeisterschaften   | Bydgoszcz            | 13.                  | 10.000 m Bahngehen   | 43:53,09 min         |
| 2009                 | U20-Europameisterschaften | Belgrad              | 8.                   | 10.000 m Bahngehen   | 43:44,62 min         |
| 2010                 | U20-Weltmeisterschaften   | Moncton              | 14.                  | 10.000 m Bahngehen   | 43:48,21 min         |
| 2011                 | U23-Europameisterschaften | Ostrava              | 6.                   | 20 km Gehen          | 1:26:37 h            |
| 2013                 | U23-Europameisterschaften | Tampere              | 12.                  | 20 km Gehen          | 1:27:46 h            |
| 2013                 | Weltmeisterschaften       | Moskau               | 40.                  | 50 km Gehen          | 4:04:59 h            |
| 2014                 | Europameisterschaften     | Zürich               | 17.                  | 50 km Gehen          | 3:52:58 h            |
| 2015                 | Weltmeisterschaften       | Peking               | 18.                  | 50 km Gehen          | 3:54:28 h            |
| 2016                 | Olympische Sommerspiele   | Rio de Janeiro       |                      | 50 km Gehen          | DNF                  |
| 2017                 | Weltmeisterschaften       | London               |                      | 50 km Gehen          | DSQ                  |
| 2018                 | Europameisterschaften     | Berlin               |                      | 50 km Gehen          | DNF                  |
| 2019                 | Weltmeisterschaften       | Doha                 |                      | 50 km Gehen          | DNF                  |
| 2021                 | Olympische Sommerspiele   | Tokio                | 9.                   | 50 km Gehen          | 3:52:39 h            |
| 2022                 | Weltmeisterschaften       | Eugene               |                      | 35 km Gehen          | DSQ                  |
| 2023                 | Weltmeisterschaften       | Budapest             | 6.                   | 20 km Gehen          | 1:18:22 h            |
| 2023                 | Weltmeisterschaften       | Budapest             | 18.                  | 35 km Gehen          | 2:32:28 h            |

## Persönliche Bestleistungen
Freiluft
- 5-km-Gehen: 18:43,17 min, 13. Juni 2018, Espoo
- 10.000-m-Bahngehen: 38:44,13 min, 1. September 2018, Tampere
- 20-km-Gehen: 1:18:22 h, 19. August 2023, Budapest, (finnischer Rekord)
- 35-km-Gehen: 2:29:04 h, 22. April 2023, Lappeenranta
- 50-km-Gehen: 3:44:43 h, 24. März 2018, Dudince

Halle
- 5000-m-Gehen: 19:29,17 min, 18. Februar 2017, Jyväskylä